# Terri Summers
Terri Summers (Ámsterdam, 16 de enero de 1976) es una actriz pornográfica neerlandesa.